# WRAL-Sendemast
Der WRAL-Sendemast ist ein 609,3 Meter hoher, abgespannter Sendemast für UKW-Rundfunk und TV in der Nähe von Auburn, North Carolina, USA. Der WRAL-Sendemast wiegt 723 Tonnen, wovon die Pardunen 258 Tonnen wiegen. Der WRAL-Sendemast hat 3 Richtfunkplattformen und wird von 3 Fernseh- und 2 UKW-Hörfunkstationen als Sendemast genutzt.
Er wurde 1989 als Ersatz für zwei gleich hohe Masten errichtet, die infolge eines Blizzards einstürzten. In der Nähe des WRAL-Sendemastes befinden sich noch zwei weitere Sendemasten von über 600 Metern Höhe, der WTVD-Sendemast und der WNCN-Sendemast.